# Йоганнес Бесслер
Йоганнес «Ганс» Зігфрід Бесслер (нім. Johannes „Hans“ Siegfried Bäßler; 3 травня 1892 — 9 листопада 1944) — німецький воєначальник, генерал-лейтенант вермахту. Кавалер Німецького хреста в золоті.

## Біографія
20 січня 1914 року вступив в Імперську армію. Учасник Першої світової війни. Після демобілізації армії залишений в рейхсвері. З 10 листопада 1938 по 1 вересня 1939 року — командир 4-го танкового полку. З 10 вересня 1939 року — начальник Генштабу 11-го армійського корпусу. З 14 квітня по 26 липня 1942 року — 9-ї, з 16 по 26 листопада 1942 року — 14-ї танкової, з 20 липня 1943 року — 242-ї піхотної дивізії. 26 серпня 1944 року був важко поранений і евакуйований у Відень, де помер у шпиталі.

## Сім'я
29 листопада 1921 року одружився. В пари народились 2 синів, які також служили в армії:
- Гайнц (3 травня 1923 — 19 квітня 1944) — служив на флоті, загинув у бою;
- Йоахім (17 вересня 1925 — серпень 1944) — зник безвісти на Східному фронті біля Тракенена.

Старший брат — генерал-лейтенант Еріх Бесслер, також кавалер Німецького хреста в золоті.

## Звання
- Лейтенант (20 січня 1914, патент від 22 червня 1912)
- Оберлейтенант (18 серпня 1917)
- Гауптман (1 квітня 1925)
- Майор (1 грудня 1932)
- Оберстлейтенант (1 липня 1935)
- Оберст (1 січня 1938)
- Генерал-майор (1 лютого 1942)
- Генерал-лейтенант (1 лютого 1944)

## Нагороди
- Залізний хрест 2-го і 1-го класу
- Нагрудний знак «За поранення» в чорному
- Почесний хрест ветерана війни з мечами
- Медаль «За вислугу років у Вермахті» 4-го, 3-го, 2-го і 1-го класу (25 років)
- Медаль «У пам'ять 13 березня 1938 року»
- Медаль «У пам'ять 1 жовтня 1938» із застібкою «Празький град»
- Застібка до Залізного хреста
  - 2-го класу (28 вересня 1939)
  - 1-го класу (2 жовтня 1939)
- Нагрудний знак «За танкову атаку» в сріблі (9 липня 1942)
- Медаль «За зимову кампанію на Сході 1941/42»
- Німецький хрест в золоті (8 січня 1943)
- Нагрудний знак «За поранення» в сріблі